# Niederrheinpokal 2017/18
Der Niederrheinpokal 2017/18 war die 38. Austragung des Fußball-Verbandspokal im Fußballverband Niederrhein. Die Saison wurde unter dem Namen DerWesten.de - Niederrheinpokal 2017/18 ausgetragen. Das Finale am 21. Mai 2018 gewann Rot-Weiß Oberhausen im Stadion Niederrhein in Oberhausen gegen Rot-Weiss Essen.

## Teilnehmende Mannschaften
Für die erste Runde waren folgende 64 Mannschaften sportlich qualifiziert:
| 3. Liga keine verbandsangehörigen Vereine der Saison 2016/17, (Absteiger 2. Bundesliga) | Regionalliga West die 3 verbandsangehörigen Vereine der Saison 2016/17 | Oberliga Niederrhein die 18 Vereine der Saison 2016/17 |
| | Rot-Weiß Oberhausen Rot-Weiss Essen Wuppertaler SV | KFC Uerdingen 05 SpVg Schonnebeck 1. FC Bocholt VfR Fischeln SSVg Velbert TV Jahn Hiesfeld VfB Homberg Ratingen 04/19 SC Düsseldorf-West VfB 03 Hilden TuRU Düsseldorf Sportfreunde Baumberg Schwarz-Weiß Essen Cronenberger SC TSV Meerbusch SC Kapellen-Erft SV Hönnepel-Niedermörmter FC Kray                       |
| Vertreter der Kreise im FV Niederrhein 43 Vertreter der 13 Fußballkreise des FV Niederrhein, anzahl der Startplätze pro Kreis ist abhängig von der Anzahl der Vereine, welche sich im Kreis befinden | | |
| - Duisburg / Mülheim / Dinslaken Mülheimer SV 07 Hamborn 07 FSV Duisburg 1. FC Mülheim SV Genc Osman Duisburg - Düsseldorf TSV Eller 04 MSV Düsseldorf Düsseldorfer SV 04 - Essen VfB Frohnhausen DJK St. Winfried Kray SC Phönix Essen ESC Rellinghausen 06 SV Burgaltendorf - Grevenbroich / Neuss TSV Bayer Dormagen SV Uedesheim VdS Nievenheim | - Kempen / Krefeld VfL Tönisberg DJK VfL Willich DJK Teutonia St. Tönis VSF Amern - Kleve / Geldern SV Straelen 1. FC Kleve Arminia Kapellen/Hamb FC Aldekerk - Moers SV Scherpenberg SV Sonsbeck TuS Fichte Lintfort - Mönchengladbach / Viersen ASV Einigkeit Süchteln Schwarz-Weiß Giesenkirchen 1. FC Viersen | - Oberhausen / Bottrop Blau-Weiß Oberhausen SC 1920 Oberhausen DJK Arminia Klosterhardt - Rees / Bocholt TuB Bocholt SV Biemenhorst SC 26 Bocholt DJK TuS Stenern - Remscheid FC Remscheid - Solingen 1. Spvg. Solingen-Wald TSV Solingen-Aufderhöhe - Wuppertal / Niederberg SC Velbert FSV Vohwinkel TSV 05 Ronsdorf |

## Termine
Die Spielrunden wurden an folgenden Terminen ausgetragen, wobei einzelne Spielansetzungen aufgrund von Terminkonflikten aus den Rahmenterminen heraus genommen werden mussten:
- 1. Runde: 6. August 2017
- 2. Runde: 3. September 2017
- Achtelfinale: 11. Oktober 2017
- Viertelfinale: 25. November 2017
- Halbfinale: 2. und 3. April 2019
- Finale: 25. Mai 2019

## 1. Runde
Die Partien der 1. Runde wurden am 3. Juli 2017 im Stadion Essen ausgelost. Gelost wurde aus zwei Töpfen. In Topf 1 befanden sich die Vereine aus der Regionalliga und Oberliga Niederrhein, in Topf 2 die Vereine, die in der Landesliga oder tiefer spielten. „Losfee“ war der ehemalige Nationalspieler Matthias Herget.
| Datum                 |                          | Ergebnis                         |                            |
| --------------------- | ------------------------ | -------------------------------- | -------------------------- |
| 05.08.2017, 16:00 Uhr | SV Burgaltendorf         | 2:0 (1:0)                        | FSV Vohwinkel              |
| 05.08.2017, 16:00 Uhr | SC Phönix Essen          | 0:4 (0:3)                        | TV Jahn Hiesfeld           |
| 05.08.2017, 17:00 Uhr | TuS Fichte Lintfort      | 0:3 (0:1)                        | Sportfreunde Baumberg      |
| 06.08.2017, 15:00 Uhr | VfB Frohnhausen          | 2:1 (0:0)                        | SV Hönnepel-Niedermörmter  |
| 06.08.2017, 15:00 Uhr | ASV Einigkeit Süchteln   | 0:4 (0:0)                        | TuRU Düsseldorf            |
| 06.08.2017, 15:00 Uhr | TuB Bocholt              | 0:8 (0:3)                        | SV Straelen                |
| 06.08.2017, 15:00 Uhr | Mülheimer SV 07          | 0:5 (0:3)                        | VfB 03 Hilden              |
| 06.08.2017, 15:00 Uhr | VfL Tönisberg            | 3:1 (1:0)                        | Cronenberger SC            |
| 06.08.2017, 15:00 Uhr | SV Uedesheim             | 2:5 (1:1)                        | Ratingen 04/19             |
| 06.08.2017, 15:00 Uhr | ESC Rellinghausen 06     | 0:4 (0:2)                        | Schwarz-Weiß Essen         |
| 06.08.2017, 15:00 Uhr | TSV Eller 04             | 2:4 (1:2)                        | VfB Homberg                |
| 06.08.2017, 15:00 Uhr | FSV Duisburg             | 3:2 n. V. (2:2, 1:0)             | SpVg Schonnebeck           |
| 06.08.2017, 15:00 Uhr | SC Kapellen-Erft         | 3:2 (3:1)                        | 1. FC Bocholt              |
| 06.08.2017, 15:00 Uhr | Blau-Weiß Oberhausen     | 1:15 (1:7)                       | VfR Fischeln               |
| 06.08.2017, 15:00 Uhr | DJK VfL Willich          | 0:6 (0:2)                        | SV Sonsbeck                |
| 06.08.2017, 15:00 Uhr | SV Genc Osman Duisburg   | 1:2 n. V. (1:1, 1:0)             | 1. FC Viersen              |
| 06.08.2017, 15:00 Uhr | DJK TuS Stenern          | 2:2 n. V. (1:1, 0:1) (5:4 i. E.) | MSV Düsseldorf             |
| 06.08.2017, 15:00 Uhr | 1. Spvg. Solingen-Wald   | 2:8 (1:2)                        | SV Scherpenberg            |
| 06.08.2017, 15:00 Uhr | SC 26 Bocholt            | 1:5 (0:3)                        | SC 1920 Oberhausen         |
| 06.08.2017, 15:00 Uhr | TSV Meerbusch            | 0:1 (0:0)                        | Hamborn 07                 |
| 06.08.2017, 15:00 Uhr | Arminia Kapellen/Hamb    | 0:6 (0:3)                        | SC Velbert                 |
| 06.08.2017, 15:00 Uhr | FC Aldekerk              | 2:4 n. V. (2:2, 1:1)             | TSV Solingen-Aufderhöhe    |
| 06.08.2017, 15:00 Uhr | 1. FC Mülheim            | 1:9 (0:4)                        | 1. FC Kleve                |
| 06.08.2017, 15:00 Uhr | DJK Teutonia St. Tönis   | 8:2 (6:1)                        | Düsseldorfer SV 04         |
| 06.08.2017, 15:00 Uhr | DJK St. Winfried Kray    | 1:0 (0:0)                        | VdS Nievenheim             |
| 06.08.2017, 15:00 Uhr | SV Biemenhorst           | 2:3 (0:2)                        | TSV Bayer Dormagen         |
| 06.08.2017, 15:30 Uhr | TSV 05 Ronsdorf          | 1:5 (1:2)                        | SC Düsseldorf-West         |
| 06.08.2017, 18:00 Uhr | FC Remscheid             | 0:4 (0:1)                        | SSVg Velbert               |
| 08.08.2017, 19:30 Uhr | KFC Uerdingen 05         | 5:0 (2:0)                        | Schwarz-Weiß Giesenkirchen |
| 09.08.2017, 19:00 Uhr | VSF Amern                | 0:7 (0:2)                        | Rot-Weiß Oberhausen        |
| 09.08.2017, 19:30 Uhr | DJK Arminia Klosterhardt | 0:2 (0:1)                        | Wuppertaler SV             |
| 16.08.2017, 19:00 Uhr | FC Kray                  | 0:2 (0:0)                        | Rot-Weiss Essen            |

## 2. Runde
Die Partien der 2. Runde wurden am 10. August 2017. Gelost wurde aus zwei Töpfen. In Topf 1 befanden sich die 15 Vereine aus der Regionalliga und Oberliga Niederrhein, in Topf 2 die 17 Vereine, die in der Landesliga oder tiefer spielten. „Losfee“ war der ehemalige Nationalspieler Franz-Josef Tenhagen.
| Datum                 |                         | Ergebnis                         |                       |
| --------------------- | ----------------------- | -------------------------------- | --------------------- |
| 01.09.2017, 18:45 Uhr | VfB Frohnhausen         | 4:4 n. V. (4:4, 2:3) (5:3 i. E.) | Sportfreunde Baumberg |
| 02.09.2017, 15:00 Uhr | TSV Solingen-Aufderhöhe | 1:3 (0:2)                        | Schwarz-Weiß Essen    |
| 02.09.2017, 17:00 Uhr | FSV Duisburg            | 8:0 (3:0)                        | 1. FC Viersen         |
| 03.09.2017, 15:00 Uhr | DJK TuS Stenern         | 1:6 (1:2)                        | SC Düsseldorf-West    |
| 03.09.2017, 15:00 Uhr | DJK Teutonia St. Tönis  | 0:6 (0:5)                        | VfB 03 Hilden         |
| 03.09.2017, 15:00 Uhr | SC Kapellen-Erft        | 0:1 (0:0)                        | VfB Homberg           |
| 03.09.2017, 15:00 Uhr | TSV Bayer Dormagen      | 0:5 (0:3)                        | TuRU Düsseldorf       |
| 03.09.2017, 15:00 Uhr | Hamborn 07              | 1:0 (0:0)                        | SV Straelen           |
| 03.09.2017, 15:00 Uhr | SV Burgaltendorf        | 1:6 (1:3)                        | TV Jahn Hiesfeld      |
| 03.09.2017, 15:00 Uhr | SC Velbert              | 1:2 (1:1)                        | Ratingen 04/19        |
| 03.09.2017, 15:00 Uhr | SV Scherpenberg         | 1:0 n. V. (0:0, 0:0)             | SSVg Velbert          |
| 03.09.2017, 16:30 Uhr | SV Sonsbeck             | 1:3 (0:1)                        | VfR Fischeln          |
| 05.09.2017, 19:30 Uhr | Rot-Weiß Oberhausen     | 5:0 (3:0)                        | DJK St. Winfried Kray |
| 06.09.2017, 19:30 Uhr | SC 1920 Oberhausen      | 0:8 (0:4)                        | Wuppertaler SV        |
| 06.09.2017, 19:30 Uhr | VfL Tönisberg           | 0:3 (0:1)                        | KFC Uerdingen 05      |
| 06.09.2017, 19:30 Uhr | 1. FC Kleve             | 1:3 n. V. (1:1, 1:1)             | Rot-Weiss Essen       |

## Achtelfinale
Am 12. September 2017 wurden die Achtelfinalbegegnungen auf der Bezirkssportanlage Ardelhütte der SGS Essen in Essen ausgelost. „Losfee“ war Jana Feldkamp.
| Datum                 |                     | Ergebnis                         |                    |
| --------------------- | ------------------- | -------------------------------- | ------------------ |
| 08.10.2017, 15:00 Uhr | FSV Duisburg        | 1:0 (0:0)                        | Ratingen 04/19     |
| 11.10.2017, 18:45 Uhr | VfB Frohnhausen     | 0:9 (0:3)                        | KFC Uerdingen 05   |
| 11.10.2017, 19:00 Uhr | TuRU Düsseldorf     | 2:1 (0:0)                        | VfR Fischeln       |
| 11.10.2017, 19:30 Uhr | Wuppertaler SV      | 2:1 (1:0)                        | VfB 03 Hilden      |
| 11.10.2017, 19:30 Uhr | Hamborn 07          | 1:3 (0:1)                        | TV Jahn Hiesfeld   |
| 11.10.2017, 19:30 Uhr | SV Scherpenberg     | 4:4 n. V. (3:3, 2:1) (4:3 i. E.) | VfB Homberg        |
| 18.10.2017, 19:00 Uhr | Schwarz-Weiß Essen  | 0:2 (0:2)                        | Rot-Weiss Essen    |
| 18.10.2017, 19:30 Uhr | Rot-Weiß Oberhausen | 9:3 (4:0)                        | SC Düsseldorf-West |

## Viertelfinale
Die Auslosung des Viertelfinales fand am 18. Oktober 2017 unmittelbar nach der Achtelfinalbegegnung Schwarz-Weiß Essen gegen Rot-Weiss Essen im Uhlenkrugstadion statt.
„Losfee“ war einer der erfolgreichsten Trainer Deutschlands Otto Rehhagel
| Datum                 |                  | Ergebnis                         |                     |
| --------------------- | ---------------- | -------------------------------- | ------------------- |
| 25.11.2017, 14:00 Uhr | TV Jahn Hiesfeld | 0:0 n. V. (6:5 i. E.)            | Wuppertaler SV      |
| 25.11.2017, 15:00 Uhr | FSV Duisburg     | 2:2 n. V. (2:2, 1:1) (5:4 i. E.) | SV Scherpenberg     |
| 04.02.2018, 14:00 Uhr | KFC Uerdingen 05 | 0:2 (0:1)                        | Rot-Weiß Oberhausen |
| 04.02.2018, 14:00 Uhr | TuRU Düsseldorf  | 1:1 n. V. (1:1, 1:1) (3:4 i. E.) | Rot-Weiss Essen     |

## Halbfinale
| Datum                 |                     | Ergebnis  |                  |
| --------------------- | ------------------- | --------- | ---------------- |
| 21.03.2018, 19:30 Uhr | Rot-Weiss Essen     | 5:0 (0:0) | TV Jahn Hiesfeld |
| 17.04.2018, 19:30 Uhr | Rot-Weiß Oberhausen | 5:4 (3:1) | FSV Duisburg     |

## Finale
Das Finale fand am 21. Mai 2018 statt. Es wurde im Rahmen des „Finaltag der Amateure 2018“ ausgetragen und in einer Konferenz mit anderen Verbandspokalfinales in der ARD übertragen.
| Paarung                   | Rot-Weiß Oberhausen – Rot-Weiss Essen |
| Ergebnis                  | 2:1 (1:0) |
| Datum                     | 21. Mai 2018 um 17:00 Uhr |
| Stadion                   | Stadion Niederrhein, Oberhausen |
| Zuschauer                 | 15.000 |
| Schiedsrichter            | Markus Wollenweber (Mönchengladbach) |
| Schiedsrichterassistenten | Dalibor Guzijan, Marco Lechtenberg |
| Vierter Offizieller       | Hendrik Heuvens |
| Tore                      | 1:0 Kai Nakowitsch (42.) 1:1 Kamil Bednarski (52.) 2:1 Yassin Ben Balla (72.) |
| Rot-Weiß Oberhausen       | Robin Udegbe – Dominik Reinert, Mike Jordan, Kai Nakowitsch, Tim Hermes (56. Marvin Lorch) – Robert Fleßers, Yassin Ben Balla, Patrick Bauder , Maik Odenthal – Philipp Gödde (75. Raphael Steinmetz), Tarik Kurt (60. Rafael García) Cheftrainer: Mike Terranova |
| Rot-Weiss Essen           | Robin Heller – Robin Urban, Philipp Zeiger, Timo Becker, Kevin Grund – Timo Brauer (89. David Jansen), Nico Lucas, Benjamin Baier – Kai Pröger, Marcel Platzek, Kamil Bednarski Cheftrainer: Karsten Neitzel                                                      |
| Gelbe Karten              | Gödde (2.), Nakowitsch (81.), Steinmetz (90.+1’) – Brauer (89.), Pröger (90.), Lucas (90.+2’) |